# Marco Tronchetti Provera
Marco Tronchetti Provera (Milano, 18 gennaio 1948) è un imprenditore e dirigente d'azienda italiano.
Dal 2015 è vice presidente esecutivo del gruppo Pirelli, dopo esserne stato presidente dal 1995 all’ottobre 2015 e amministratore delegato dal 1992 al 2023. Dal 2001 al 2006 è stato presidente di Telecom Italia.

## Biografia

### La famiglia e gli inizi della carriera
È nato nel 1948, terzo figlio di Silvio Tronchetti Provera e Giovanna Musati. Il padre operò nel settore metallurgico, energetico e nella commercializzazione di prodotti petroliferi, prima in qualità di dirigente e direttore del gruppo Falck, e più avanti come amministratore e infine presidente della Consumatori Combustibili e Ghise S.p.A., antesignana di Camfin. Marco Tronchetti Provera si laurea in economia e commercio nel 1971 all'Università Bocconi di Milano. Dopo un breve soggiorno a Londra, dove lavora presso la compagnia di trasporti e logistica P&O, rientra in Italia e fonda SogeMar Spa, società operante nel campo della logistica.

### L'entrata in Pirelli
Nel 1986 Tronchetti Provera vende Sogemar Spa e con la liquidità ottenuta dalla sua dismissione rileva quote azionarie di Camfin, aderente al patto di sindacato Pirelli e quotata in quello stesso anno alla Borsa di Milano. Tronchetti Provera viene nominato Amministratore Delegato, mentre nel 1995 ne assume la carica di presidente, ruolo ricoperto dal padre dal 1965 al 1987. Nello stesso anno entra nel Gruppo Pirelli come socio accomandatario della Pirelli& C. Sapa, cassaforte della famiglia della moglie, per poi approdare alla Société Internationale Pirelli di Basilea, per la quale segue alcune operazioni di semplificazione societaria.
Nel 1992, dopo le dimissioni dell'allora suocero Leopoldo Pirelli da tutti gli incarichi esecutivi a seguito del fallito tentativo di scalata a Continental, Tronchetti Provera assume la guida operativa del gruppo. Nominato vice presidente esecutivo e amministratore delegato, Tronchetti Provera realizza un risanamento finanziario dell'azienda attraverso la cessione di alcune attività minori e la focalizzazione sullo sviluppo tecnologico del settore pneumatici e cavi. Nel frattempo prende avvio l'attività nel settore immobiliare con la società Milano Centrale e il successivo sviluppo del progetto Grande Bicocca, sull'area occupata prima dagli stabilimenti aziendali del Gruppo Pirelli.

### La partecipazione in Telecom Italia
Nel 2000 Tronchetti Provera, con gli amministratori di Pirelli, ha concluso la vendita di OTI, società del gruppo che produceva componenti ottici modulari, alla compagnia statunitense Corning Incorporated. Con questa operazione sono arrivati nelle casse di Pirelli circa quattro miliardi di euro, che serviranno per l'acquisizione della partecipazione di controllo in Telecom Italia. Nell'estate del 2001 attraverso Pirelli e con il sostegno della famiglia Benetton, Tronchetti Provera ha costituito la società Olimpia, che acquista circa il 27% di Olivetti dalla società Bell di Emilio Gnutti e Roberto Colaninno, diventando così il nuovo azionista di riferimento di Telecom Italia. Tronchetti Provera viene nominato presidente della società. Nel settembre 2006, Tronchetti Provera ha lasciato la presidenza di Telecom Italia a seguito di una polemica con la Presidenza del Consiglio legata all'implementazione delle nuove strategie del gruppo di telecomunicazioni, che puntava a creare maggiori sinergie tra rete e contenuti.

### Politica
In vista delle elezioni politiche del 2013 ha appoggiato e finanziato la campagna elettorale di Mario Monti insieme con la famiglia Agnelli, a Luca Cordero di Montezemolo e a Diego Della Valle tra gli altri.

### Camfin
A giugno del 2013 Tronchetti Provera ha ottenuto da Vittorio Malacalza il 30,94% di Gruppo Partecipazioni Industriali, arrivando così a detenere il 85,84% delle azioni. Allo stesso tempo il suo 48,62% di Camfin è confluito nella Lauro Sessantuno S.p.A. tramite il nuovo capitale Newco, di cui detiene il 54,8%. Advisor finanziari dell'operazione sono stati Banca IMI, Lazard, Rothschild e UniCredit. L'11 ottobre seguente, sulla base di un accordo sottoscritto a giugno, ha acquistato per 19,5 milioni di euro il 2,49% di Camfin appartenente a Massimo Moratti, trasferendo la quota nel nuovo capitale Newco toccando in totale il 63,48%.
Dopo una serie di riorganizzazioni societarie, la compagine azionaria di Camfin diventa controllata da Marco Tronchetti Provera, tramite Mtp S.p.a., con il 42%, e partecipata al 12% da Manzoni S.r.l. e UniCredit, all'8,49% dal gruppo Acutis, al 18,51% da Fidim, al 2,38% da Massimo Moratti e al 4,6% da Alberto Pirelli.
In data 4 ottobre 2018, Camfin ha annunciato che alla scadenza del lock up, a un anno dalla quotazione, la società non ha avviato il processo di scioglimento, possibilità prevista dagli accordi sottoscritti in sede di IPO. Il Gruppo Acutis e Manzoni S.r.l. usciranno dalla compagine azionaria di Camfin, mentre Marco Tronchetti Provera & C. S.p.A., Fidim S.r.l., Massimo Moratti e Finanziaria Alberto Pirelli S.r.l. hanno comunicato l'impegno a rimanere all'interno dell'azionariato e proseguire negli assetti societari esistenti per un periodo di tre anni. Camfin manterrà così una quota di poco superiore al 10% di Pirelli.

## Vita privata
La prima moglie di Tronchetti Provera fu la giornalista Letizia Rittatore Vonwiller. Al divorzio seguì nel 1978 il matrimonio con Cecilia Pirelli, figlia di Leopoldo Pirelli, allora patron dell'omonimo gruppo industriale. La coppia ha avuto tre figli: Giada, Giovanni e Ilaria. Nel 2001 sposò Afef Jnifen da cui si separò consensualmente nel 2018.

## Vicende giudiziarie

### Inchiesta Radar
Il 24 luglio 2010 emerge la notizia che Tronchetti Provera è indagato nell'inchiesta sul sistema "Radar", installato in Telecom nel 1999, prima dell'ingresso di Pirelli nel gruppo, e che, per via di un difetto nella sua funzione antifrodi commerciali, consentiva l'estrazione dei tabulati telefonici di qualunque utenza senza che restasse traccia di chi aveva interrogato il sistema. Un problema segnalato nel 2006 alla magistratura proprio dall'allora presidente Tronchetti Provera. L'inchiesta, per la quale la Procura di Roma aveva già chiesto l'archiviazione, si è successivamente spostata per competenza a Milano, dove è stata archiviata il 4 marzo 2014.

### Caso Bondi
Il 19 aprile 2011 la Procura di Milano ha chiesto l'archiviazione per Tronchetti Provera e altri per la vicenda che riguardava la finta microspia trovata nel 2001 nell'auto dell'ex ad di Telecom Italia Enrico Bondi per mettere in cattiva luce, questa era l'ipotesi, e ottenere le dimissioni degli allora segretario generale e capo della security di Telecom Italia, Nola e Gallina. Secondo la Procura della Repubblica, la sostituzione dei due manager avvenne invece nell'ambito di un fisiologico avvicendamento di cariche in occasione di un qualsiasi cambio di vertici o di proprietà di un'azienda.

### Dossier illegali
La vicenda dei cosiddetti "dossier illegali", nella quale Tronchetti Provera non è mai stato processualmente coinvolto, si è chiusa con la sentenza della Corte d'assise del 13 febbraio 2013. I giudici, nell'individuare i responsabili delle attività illecite, hanno scritto nella sentenza: "I rilievi – plurimi ed articolati – che precedono dimostrano, per quanto qui si occupa, che le condotte appena ricostruite ed esaminate nei dettagli furono poste in essere da Tavaroli e da Cipriani per forzare la mano all'azienda e raggiungere obiettivi di comune interesse (in sintesi: denaro e potere), del tutto a prescindere dagli interessi del gruppo, e anche del vertice”. All'udienza del 13 dicembre 2016 la prima sezione della Corte di Assise di appello di Milano, a parziale riforma della sentenza della Corte di Assise di Milano in data 13 febbraio 2013, ha tra l'altro condannato Marco Bernardini, Emanuele Cipriani e il responsabile civile Pirelli & C. Spa, in solido, a risarcire il danno non patrimoniale subito dagli ex manager Telecom Italia Piero Gallina e Vittorio Nola da liquidarsi in separata sede, nonché rifondere loro le spese di entrambi i gradi di giudizio.

### Caso Kroll
Nel 2004 Tronchetti Provera entrò in possesso di un cd contenente dati che dimostravano l'avvenuta intercettazione di membri del suo staff da parte dell'agenzia investigativa Kroll, dei quali si servì per denunciare alle autorità brasiliane e italiane l'agenzia investigativa per spionaggio ai danni del gruppo Telecom. Tuttavia, nel novembre 2012 il manager stesso fu a sua volta rinviato a giudizio presso il Tribunale di Milano con l'accusa di ricettazione, in relazione al prelievo dei medesimi dati dal computer di un dipendente dell'agenzia investigativa Kroll effettuato da parte di personale della sicurezza Telecom nel 2004. La Procura della Repubblica presso il Tribunale di Milano chiese per il manager una condanna a due anni e il pagamento di una multa di cinquemila euro, accusandolo di essere consapevole della natura illecita di quei file. Il 17 luglio 2013 il Tribunale di Milano condannò in primo grado il manager ad un anno e otto mesi di reclusione e al risarcimento delle parti civili, tra cui figurava la stessa Telecom, per il reato di ricettazione, concedendo le attenuanti generiche e la sospensione condizionale della pena coperta da indulto. Il reato di ricettazione è caduto in prescrizione nel settembre 2013, ma gli avvocati della difesa avevano già presentato istanza di appello. Lo stesso Tronchetti Provera sceglie di rinunciare alla prescrizione.
Il 17 aprile 2015 in apertura del processo d'Appello a Milano, Tronchetti Provera ha dichiarato davanti ai giudici di non aver commesso il reato. L'11 giugno 2015 la sentenza di secondo grado ha assolto il manager. In data 18 febbraio 2016, la Corte di Cassazione di Roma ha annullato con rinvio l'assoluzione dall'accusa di ricettazione pronunciata dalla Corte d'Appello di Milano. In data 9 febbraio 2017, la seconda Corte d’Appello di Milano ha nuovamente assolto Marco Tronchetti Provera «perché il fatto non costituisce reato». L’11 gennaio 2018 la sesta sezione della Corte di Cassazione ha annullato la sentenza di assoluzione del secondo processo di appello. Il 6 novembre 2018, Tronchetti Provera è stato assolto nel terzo processo d'appello «perché il fatto non costituisce reato». Il 25 novembre 2020 la Cassazione ha respinto la quarta impugnazione da parte della Procura Generale di Milano, rendendo la sentenza di assoluzione definitiva. Nel caso Kroll, Marco Tronchetti Provera è stato quindi assolto perché il fatto non costituisce reato; nelle motivazioni della sentenza della Corte di Cassazione, depositate a gennaio 2021, si sottolinea come egli agì solo allo scopo di difendersi riconoscendo il fatto di aver agito a tutela dell’esercizio di un proprio diritto garantito dalla Costituzione.

### Caso De Benedetti
Nel gennaio 2015 prende il via il processo per diffamazione contro Tronchetti Provera da parte di Carlo De Benedetti (la frase incriminata è che De Benedetti "è stato molto discusso per certi bilanci Olivetti, per lo scandalo legato alla vicenda di apparecchiature alle Poste Italiane, che fu allontanato dalla Fiat, coinvolto nella bancarotta del Banco Ambrosiano, che finì dentro per le vicende di Tangentopoli"). Il 21 settembre dello stesso anno Tronchetti Provera viene assolto dal Tribunale di Milano "perché il fatto non costituisce reato"; De Benedetti aveva chiesto un risarcimento danni di 500.000 euro mentre la procura aveva chiesto una condanna a una multa di 1.000 euro.

## Incarichi
Tronchetti Provera ricopre cariche apicali nelle seguenti società:
- Camfin S.p.A. (holding), presidente esecutivo fino a dicembre 2013[49]
- Gruppo Pirelli, vicepresidente esecutivo e CEO[49]
- Marco Tronchetti Provera & C. Sapa, presidente
- Mediobanca, ex vice presidente[50]

Altre società e organizzazioni:
- Allianz, membro dell'International Advisory Board[51]
- Aspen Institute, comitato esecutivo[52]
- Assolombarda, membro del consiglio direttivo[53]
- Assonime, membro del consiglio direttivo[54]
- Commissione Trilaterale, gruppo italiano[55]
- Confindustria, membro dell'esecutivo
- Consiglio per le relazioni fra Italia e Stati Uniti, ex co-presidente onorario per la parte italiana per quindici anni
- Fondazione Cerba, membro del consiglio di amministrazione
- Fondazione Pirelli, presidente
- Fondazione Pirelli Hangar Bicocca, presidente
- Fondazione Silvio Tronchetti Provera, presidente
- RCS, membro del consiglio di amministrazione
- Università commerciale Luigi Bocconi, membro del consiglio di amministrazione